# Clidemia
Clidemia är ett släkte av tvåhjärtbladiga växter. Clidemia ingår i familjen Melastomataceae.

## Bildgalleri

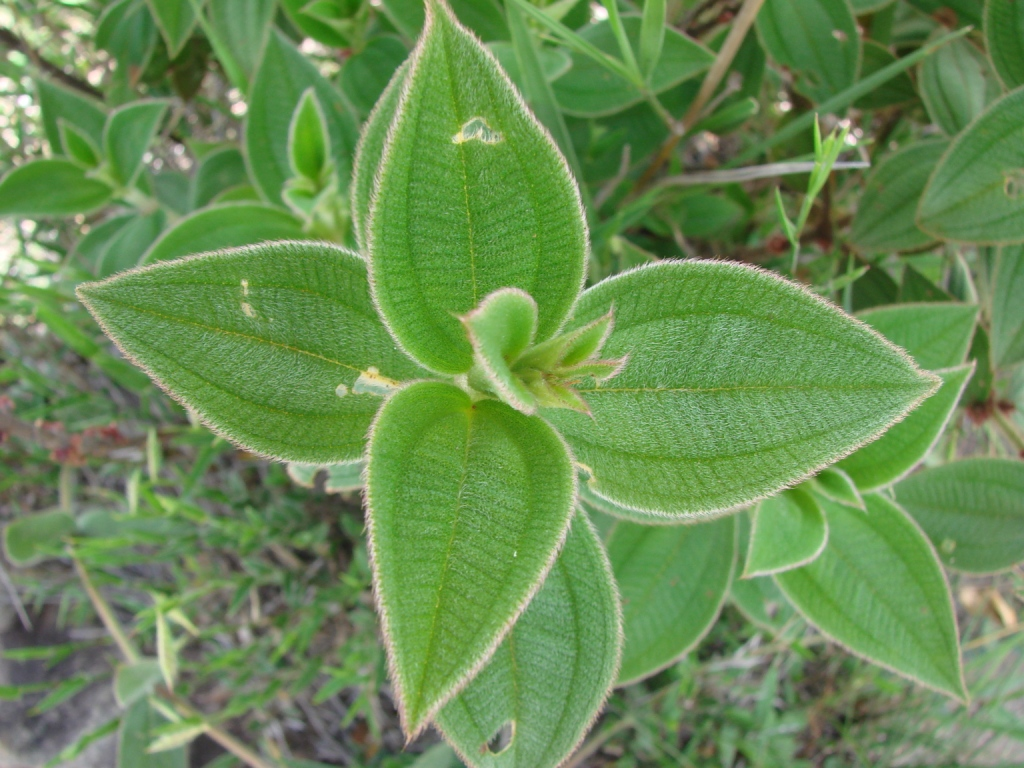
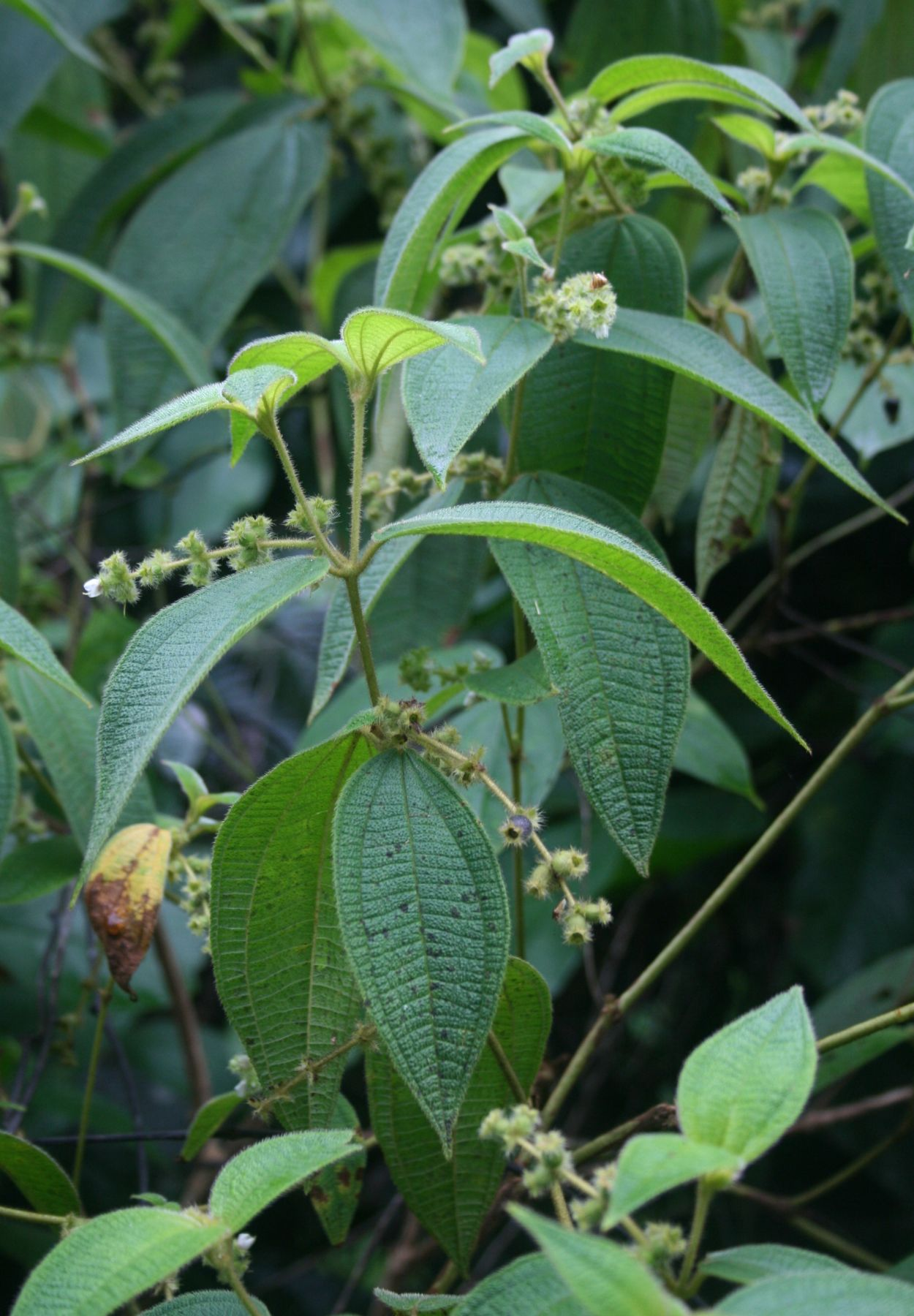

## Dottertaxa tillClidemia, i alfabetisk ordning[1]
- Clidemia ablusa
- Clidemia acostae
- Clidemia acurensis
- Clidemia acutifolia
- Clidemia aguaclarensis
- Clidemia aguilarii
- Clidemia allardii
- Clidemia allenii
- Clidemia almedae
- Clidemia alternifolia
- Clidemia ampla
- Clidemia andersonii
- Clidemia angustilamina
- Clidemia anisophylla
- Clidemia anoriensis
- Clidemia aphanantha
- Clidemia asplundii
- Clidemia atrata
- Clidemia attenuata
- Clidemia auriantiaca
- Clidemia ayangannensis
- Clidemia barbata
- Clidemia barbeyana
- Clidemia barkleyi
- Clidemia bernardii
- Clidemia biolleyana
- Clidemia biserrata
- Clidemia bullosa
- Clidemia buntingii
- Clidemia calcarata
- Clidemia campii
- Clidemia capilliflora
- Clidemia capillipes
- Clidemia capitata
- Clidemia capitellata
- Clidemia capituliflora
- Clidemia caudata
- Clidemia charadrophylla
- Clidemia chocoensis
- Clidemia ciliata
- Clidemia clandestina
- Clidemia clementiana
- Clidemia collina
- Clidemia coloradensis
- Clidemia conglomerata
- Clidemia cordata
- Clidemia coronata
- Clidemia costaricensis
- Clidemia crenulata
- Clidemia crossosepala
- Clidemia crotonifolia
- Clidemia cruegeriana
- Clidemia cuatrecasasii
- Clidemia cubensis
- Clidemia cursoris
- Clidemia cutucuensis
- Clidemia cyanocarpa
- Clidemia cymifera
- Clidemia davidsei
- Clidemia debilis
- Clidemia deflexa
- Clidemia densiflora
- Clidemia dentata
- Clidemia diffusa
- Clidemia diguensis
- Clidemia dimorphica
- Clidemia discolor
- Clidemia domingensis
- Clidemia donnell-smithii
- Clidemia duidae
- Clidemia ecuadorensis
- Clidemia eggersii
- Clidemia epibaterium
- Clidemia epiphytica
- Clidemia erythropogon
- Clidemia evanescens
- Clidemia farinasii
- Clidemia fausta
- Clidemia fendleri
- Clidemia ferox
- Clidemia fissinervia
- Clidemia flexuosa
- Clidemia fluminensis
- Clidemia foliosa
- Clidemia folsomii
- Clidemia foreroi
- Clidemia francavillana
- Clidemia fraterna
- Clidemia fulva
- Clidemia garciabarrigae
- Clidemia globuliflora
- Clidemia graciliflora
- Clidemia gracilipes
- Clidemia gracilis
- Clidemia grandifolia
- Clidemia granvillei
- Clidemia grisebachii
- Clidemia guadaloupensis
- Clidemia hammelii
- Clidemia haughtii
- Clidemia heptamera
- Clidemia heteronervis
- Clidemia heteroneura
- Clidemia heterophylla
- Clidemia hirta
- Clidemia imparilis
- Clidemia inobsepta
- Clidemia inopinata
- Clidemia inopogon
- Clidemia intonsa
- Clidemia involucrata
- Clidemia japurensis
- Clidemia juruensis
- Clidemia kappleri
- Clidemia killipii
- Clidemia laevifolia
- Clidemia lanuginosa
- Clidemia laxiflora
- Clidemia leucandra
- Clidemia linearis
- Clidemia longifolia
- Clidemia longipedunculata
- Clidemia lopezii
- Clidemia macrandra
- Clidemia marahuacensis
- Clidemia matudae
- Clidemia melanophylla
- Clidemia micrantha
- Clidemia microthyrsa
- Clidemia minutiflora
- Clidemia monantha
- Clidemia morichensis
- Clidemia mortoniana
- Clidemia myrmecina
- Clidemia neblinae
- Clidemia novemnervia
- Clidemia obliqua
- Clidemia oblonga
- Clidemia octona
- Clidemia ombrophila
- Clidemia ostentata
- Clidemia ostrina
- Clidemia oxyura
- Clidemia pakaraimae
- Clidemia paraguayensis
- Clidemia pectinata
- Clidemia petiolaris
- Clidemia petiolata
- Clidemia pilosa
- Clidemia piperifolia
- Clidemia pittieri
- Clidemia plumosa
- Clidemia pterosepala
- Clidemia pubescens
- Clidemia purpurea
- Clidemia pustulata
- Clidemia pycnantha
- Clidemia pycnaster
- Clidemia radicans
- Clidemia reitziana
- Clidemia repens
- Clidemia rodriguezii
- Clidemia rubra
- Clidemia rubrinervis
- Clidemia rubripila
- Clidemia ruddae
- Clidemia saltuensis
- Clidemia sandwithii
- Clidemia saulensis
- Clidemia scalpta
- Clidemia scopulina
- Clidemia semijuga
- Clidemia septuplinervia
- Clidemia sericea
- Clidemia serpens
- Clidemia sessiliflora
- Clidemia setosa
- Clidemia siapensis
- Clidemia silvicola
- Clidemia simpsonii
- Clidemia smithii
- Clidemia spectabilis
- Clidemia sprucei
- Clidemia stellipilis
- Clidemia steyermarkii
- Clidemia strigillosa
- Clidemia submontana
- Clidemia subpeltata
- Clidemia swartsii
- Clidemia taurina
- Clidemia tenebrosa
- Clidemia tepuiensis
- Clidemia tetrapetala
- Clidemia tetraptera
- Clidemia tillettii
- Clidemia tococoidea
- Clidemia trichosantha
- Clidemia trichotoma
- Clidemia trinitensis
- Clidemia tuerckheimii
- Clidemia ulei
- Clidemia umbellata
- Clidemia umbrosa
- Clidemia urceolata
- Clidemia uribei
- Clidemia urticoides
- Clidemia utleyana
- Clidemia valenzuelana
- Clidemia vallicola
- Clidemia variifolia
- Clidemia vegaensis
- Clidemia venosa
- Clidemia ventricosa
- Clidemia verruculosa
- Clidemia vincentina
- Clidemia wrightii